# Ignacy Wilczyński
Ignacy Wilczyński herbu Poraj – rzekomy miecznik żytomierski w 1767 roku.
W załączniku do depeszy z 2 października 1767 roku do prezydenta Kolegium Spraw Zagranicznych Imperium Rosyjskiego Nikity Panina, poseł rosyjski Nikołaj Repnin określił go jako posła wrogiego realizacji rosyjskich planów na sejmie 1767 roku, poseł województwa czernihowskiego na sejm 1767 roku.